# Frances M. Beal
Frances M. Beal, també coneguda com a Fran Beal, (nascuda el 13 de gener de 1940, en Binghamton, Nova York) és una feminista negra, activista política a favor de la pau i la justícia i una escriptora. Ha focalitzat la seva lluita en els drets de les dones, la justícia racial i el pacifisme. Beal fou membre fundadora del Comitè d'Alliberament de les Dones Negres del SNCC (Student Nonviolent Coordinating Committee) que va participar posteriorment en L'Aliança de les Dones del Tercer Món. És coneguda sobretot per la seva publicació, “Doble Jeopardy: To Be Black and Female", que teoritza sobre la intersecció de la opressió de la raça, classe social i gènere. Beal viu a l'actualitat a Oakland, Califòrnia.

## Primers anys de vida
Beal va néixer a Binghamton, Nova York. Els seus pares són Charlotte Berman Yates i Ernest Yates. La seva mare era una immigrant jueva russa i el seu pare tenia avantpassats afroamericà i amerindis. Això, juntament amb les seves experiències amb l'antisemitisme i el racisme, la va inspirar en el seu posterior treball com activista.
Beal descriu que la seva educació fou difícil, però reconeix que va tenir un impacte important per la formació de la seva consciència política. En una entrevista confessa: "puc recordar que quan era una nena estava avergonyida. Per què fa la meva mare havia de fer això?” i va declarar que "no vols que els teus pares siguin diferents que els altres, en un altre nivell, estàs aprenent sobre la injustícia." La seva mare li va ensenyar que havia de tenir una responsabilitat social i política per afrontar a les desigualtats en que ella i altres patien. Els seus pares progressistes van fer que s'adonés de les injustícies de la realitat. A causa de l'educació que va rebre dels seus pares, va transformar la seva disconformitat en activisme social.
Després de la mort del seu pare, va anar a viure a St. Albans, un barri de Queens.
Quan era jove, Beal va anar a França on es va casar amb James Beal i va tenir dos fills. Beal I el seu marit van viure a França entre el 1959 i el 1966 quan va estudiar a la Sorbona. Després sis anys de matrimoni, van retornar als Estats Units i es van separar. Quan estava estudiant a la Sorbona, Beal es va posar en contra de la dominació colonial francesa d'Algèria.

## Lluita Política
El 1958 va començar a participar en l'activisme polític amb el NAACP (National Association for the Advancement of Colored People) on va córrer a entreveure restriccions conservadores que la van descoratjar de política americana.
Beal anteriorment s'havia implicat en la política formant part de la SNCC (Student Nonviolent Coordinating Committee) durant el Moviment de Drets Civil. Ella havia treballat activament per a empoderar a les dones negres mitjançant la seva implicació política en organitzacions i posicionant-se en diferents comitès. El 1969 Beal va compondre un assaig que parlava sobre les complexes relacions en les que les dones negres s'enfrontaven durant la seva lluita col·lectiva en pro dels negres, va esmentar la frase "Doble Jeopardy: pel fet de ser negra i dona". Aquest document va esdevenir la posició oficial del SNCC envers les dones. Aquesta publicació ha passat a formar part de la història de l'organització del feminisme negre, en la que la seva obra “coincidida amb altres assajos que exploraven les interseccions de raça i gènere en les vides de les dones negres i més concretament, amb l'agenda política de les dones afroamericanes".
Durant la seva participació en el SNCC les activitats d'aquesta entitat van canviar des d'un Black Power que havia estat dominat pels homes amb la idea que “l'organització del poder negre anava acompanyat d'un augment de la dominació masculina”. Beal i les seves col·legues dones van treballar i contribuir en l'organització però estaven reconegudes per assolir posicions de lideratge perque el SNCC s'orientava exclusivament en la lluita per la igualtat de raça i estava influenciat pel patriarcat. D'aquesta manera, Beal es va involucrar amb el Moviment del Dret de les Dones. D'aquesta manera, el 1968 va cofundar el Comitè d'Alliberació de les Dones Negres del SNCC que va formar part de l'Aliança de les Dones del Tercer Món. Posteriorment, Beal va explicar-ho en la pel·lícula She's Beautiful When She's Angry.
Les Dones Negres Liberation Comitè de SNCC canviat a l'aliança de les Dones Negres, i finalment evolucionat a l'aliança de les Terceres Dones Mundials dins 1969. El TWWA és una organització comès a ajudar marginalized dones i comunitats globalment en la lluita per justícia social. La creença fonamental d'aquesta organització reconeix la posició central de política d'interseccionalitat, on insisteix en confrontar afers racials i de classe que afecten dones de color i dones pobres singularment, per tant desafiant la idea d'un universal womanhood en el procés.
Mentre estava treballant en el SNCC, Beal i les seves companyes dones es van implicar en el patiment de les dones, sobretot en les que estaven forçades a l'esterilització. Va estar involucrada en el Comitè per acabar amb l'abús de l'esterilització (CESA). Aquesta organització ajudava les dones negres pobres que rebien coercions perquè s'estirilitzessin.
També va ser membre del Comitè d'Organització Nacional Anti-racista que posava l'accent en les polítiques anti-racistes.
A través de les seves organitzacions, Beal va afrontar una gamma de règims opressius que englobaven complexes relacions de poder que subordinaven sobretot a les dones negres. Les seves organitzacions polítiques pretenien atacar les estructures que provocaven la marginació de grups socials determinats.

## Periodisme
A banda de la seva implicació en organitzacions, Beal va ser escriptora i editora. Fou editora associada del periòdic The Black Scholar i fou reportera pel <i>San Francisco Bay View</i>. A més a més fou editora del diari del TWWA, Triple Jeopardy i del The Black Woman's Voice del National council of Negro Women.

## Publicacions
Beal va escriure un assaig titulat "Slave of A Slave No More: Black Women in Struggle". Aquest fou editat el 1975 i apareix en el sisè capítol del The Black Scholar. Critica les actituds xovinistes predominants dels homes negres durant l'era de Drets Civils. Argumenta que les dones negres han estat sotmeses a una doble explotació perquè els seus germans negres tenen ideologies de gènere principal en què hauria de ser una lluita col·lectiva per justícia social.
El 1969 va publicar "Black Women's Manifesto; Double Jeopardy: To Be Black and Female". Aquest descriu la naturalesa de la opressió de les dones negres que reben tant des del sexisme com des del racisme. El 1970 publicar The Black Woman, una antologia editada per Toni Cade Bambara. Aquest any també va reeditar una versió revisitada de Doble Jeopardi a l'antologia Sisterhood is Powerful: An Anthology of Writings From Women's Liberation Movement editada per Robin Morgan. Aquesta també fou inclosa en The Black Scholar el 1975..
El 2002, Beal va escriure un article Titulat “Frederick Douglass' Legacy for Our Times”, en el que exposa el paper important de Fredrick Douglass en l'emancipació dels afroamericans."
Beal apareix en el documental de 2013 Feminist: Stories from Women's Liberation.
També apareix en el documental feminista de 2014 She's Beautiful When She's Angry.]

## Més informació
- Beal, Frances M.; Ross, Loretta J. Excerpts from the Voices of Feminism Oral History Project: interview with Frances Beal.  Duke University Press, 2008 [Consulta: 24 març 2018].